# USL League One 2022
Navigation
Édition précédente Édition suivante
La USL League One 2022 est la quatrième saison de la USL League One, le championnat professionnel de soccer d'Amérique du Nord de troisième division. Elle est composée de onze équipes, toutes basées aux États-Unis.
Avec l'arrivée de la MLS Next Pro sur la scène sportive, quatre équipes réserves de franchises de Major League Soccer participant à la USL League One en 2021 rejoignent cette nouvelle ligue, il s'agit du Fort Lauderdale CF, le Revolution II de la Nouvelle-Angleterre, le North Texas SC et le Toronto FC II. De son côté, l'Independence de Charlotte intègre la USL League One en provenance du USL Championship. Enfin, deux nouvelles formations font leur apparition et connaissent leur saison inaugurale en 2022 : le Hailstorm de Northern Colorado et le Fuego de Central Valley.
Après une saison régulière dominée par les Kickers de Richmond emmenés par le meilleur buteur et joueur le plus utile de la ligue, Emiliano Terzaghi, les Red Wolves de Chattanooga et le Tormenta de South Georgia atteignent la finale, éliminant au passage les Kickers ainsi que le Triumph de Greenville, pourtant finaliste lors des trois dernières saisons. Au cours de l'ultime rencontre de la saison, le Tormenta remporte le premier titre de son histoire en dominant 2-1 les Red Wolves de Chattanooga, grâce notamment au but vainqueur inscrit par Jamil Roberts en fin de partie.

## Les onze équipes participantes

### Carte
| \| Chattanooga Madison Greenville North Carolina Richmond Tormenta Tucson Omaha Central Valley Northern Colorado Charlotte \| Localisation des clubs de la USL League One en 2022. |
| Chattanooga Madison Greenville North Carolina Richmond Tormenta Tucson Omaha Central Valley Northern Colorado Charlotte                                                            |

### Entraîneurs et stades
| Équipe                         | Ville                       | Stade                            | Capacité         | Entraîneur      |
| ------------------------------ | --------------------------- | -------------------------------- | ---------------- | --------------- |
| Fuego de Central Valley        | Fresno, Californie          | Fresno State Soccer Stadium      | 1 000            | Martín Vásquez  |
| Independence de Charlotte      | Charlotte, Caroline du Nord | American Legion Memorial Stadium | 10 500           | Mike Jeffries   |
| Red Wolves de Chattanooga      | Chattanooga, Tennessee      | CHI Memorial Stadium             | 5 000            | Jimmy Obleda    |
| Forward Madison FC             | Madison, Wisconsin          | Breese Stevens Field             | 5 000            | Matt Glaeser    |
| Triumph de Greenville          | Greenville, Caroline du Sud | Legacy Early College Field       | 4 000            | John Harkes     |
| North Carolina FC              | Cary, Caroline du Nord      | WakeMed Soccer Park              | 10 000           | John Bradford   |
| Hailstorm de Northern Colorado | Windsor, Colorado           | Plusieurs stades                 | Plusieurs stades | Éamon Zayed     |
| Kickers de Richmond            | Richmond, Virginie          | City Stadium                     | 22 611           | Darren Sawatzky |
| Tormenta de South Georgia      | Statesboro, Géorgie         | Optim Sports Medicine Field      | 5 300            | Ian Cameron     |
| FC Tucson                      | Tucson, Arizona             | Kino North Stadium               | 3 500            | Jon Pearlman    |
| Union d'Omaha                  | Papillion, Nebraska         | Werner Park                      | 9 023            | Jay Mims        |

- Partenariat
- Équipe réserve

### Changements d'entraîneurs
Le tableau suivant liste les changements d'entraîneurs ayant eu cours durant la saison 2022 de USL League One.
| Équipe                  | Entraîneur sortant | Motif            | Date de départ | Entraîneur entrant | Date d'arrivée |
| ----------------------- | ------------------ | ---------------- | -------------- | ------------------ | -------------- |
| Fuego de Central Valley | Milton Blanco      | Fin de l'intérim | 14 avril 2022  | Martín Vásquez     | 14 avril 2022  |

## Format de la compétition
Les onze équipes participantes disputent trente rencontres en vingt-huit semaines, affrontant chacune des dix autres équipes à trois reprises. Les deux meilleures formations à l'issue de la saison régulière sont alors qualifiées pour les demi-finales des séries éliminatoires tandis que les équipes classées entre la troisième et la sixième place entrent dès les quarts de finale.
En cas d'égalité, les critères suivants départagent les équipes :
1. Nombre de victoires
2. Différence de buts générale
3. Nombre de buts marqués
4. Points obtenus contre les quatre meilleures équipes
5. Classement du fair-play
6. Tirage à la pièce

## Saison régulière

### Classement
| Rang | Équipe                           | Pts | J  | G  | N  | P  | Bp | Bc | Diff |
| ---- | -------------------------------- | --- | -- | -- | -- | -- | -- | -- | ---- |
| 1    | Kickers de Richmond              | 51  | 30 | 14 | 9  | 7  | 54 | 35 | +19  |
| 2    | Triumph de Greenville            | 46  | 30 | 12 | 10 | 8  | 40 | 38 | +2   |
| 3    | Tormenta de South Georgia        | 45  | 30 | 12 | 9  | 9  | 42 | 40 | +2   |
| 4    | Red Wolves de Chattanooga        | 43  | 30 | 12 | 7  | 11 | 52 | 39 | +13  |
| 5    | Union d'Omaha T                  | 43  | 30 | 10 | 13 | 7  | 34 | 33 | +1   |
| 6    | Independence de Charlotte N      | 42  | 30 | 12 | 6  | 12 | 48 | 48 | 0    |
| 7    | Hailstorm de Northern Colorado N | 42  | 30 | 11 | 9  | 10 | 42 | 38 | +4   |
| 8    | Fuego de Central Valley N        | 40  | 30 | 11 | 7  | 12 | 37 | 40 | -3   |
| 9    | Forward Madison FC               | 33  | 30 | 7  | 12 | 11 | 34 | 44 | -10  |
| 10   | FC Tucson                        | 32  | 30 | 8  | 8  | 14 | 34 | 44 | -10  |
| 11   | North Carolina FC                | 30  | 30 | 8  | 6  | 16 | 35 | 53 | -18  |

- Franchise qualifiée pour les demi-finales des séries éliminatoires
- Franchise qualifiée pour les quarts de finale des séries éliminatoires

T : Tenant du titre

N : Nouvelle équipe en USL League One en 2022

### Résultats
| Independence de Charlotte (CLT)      | CV  | NCO | RIC | OMA | TRM | TUC | NCO | MAD | GVL | RIC | NCA | CHA | MAD | OMA | RIC | NCO | TUC | CV  | MAD | TRM | OMA | CHA | TRM | TUC | GVL | CV  | NCA | CHA | GVL | NCA |
| Independence de Charlotte (CLT)      | 3–3 | 2–1 | 1–2 | 2–1 | 0–0 | 2–1 | 1–2 | 2–1 | 0–2 | 0–4 | 0–2 | 1–7 | 6–2 | 0–0 | 1–1 | 1–3 | 3–2 | 4–0 | 0–0 | 3–0 | 1–2 | 2–2 | 0–2 | 0–1 | 2–1 | 3–0 | 2–1 | 1–3 | 0–1 | 5–1 |
| Red Wolves de Chattanooga (CHA)      | MAD | NCA | RIC | TUC | GVL | NCO | CV  | GVL | RIC | OMA | CV  | CLT | TUC | NCO | TRM | NCA | NCO | OMA | CV  | GVL | MAD | TRM | CLT | OMA | MAD | RIC | TUC | CLT | NCA | TRM |
| Red Wolves de Chattanooga (CHA)      | 1–1 | 3–1 | 1–0 | 2–3 | 0–1 | 4–1 | 2–2 | 0–1 | 0–3 | 0–1 | 2–0 | 7–1 | 1–2 | 1–2 | 1–2 | 2–1 | 0–0 | 1–1 | 1–0 | 5–1 | 1–1 | 2–1 | 2–2 | 1–2 | 5–2 | 2–2 | 1–2 | 3–1 | 1–0 | 0–2 |
| Forward Madison FC (MAD)             | CHA | OMA | TUC | CV  | RIC | GVL | CLT | CV  | TUC | GVL | TRM | RIC | CLT | NCO | TRM | OMA | NCO | CLT | NCA | CHA | NCO | NCA | OMA | GVL | CHA | NCA | CV  | TRM | RIC | TUC |
| Forward Madison FC (MAD)             | 1–1 | 2–2 | 1–1 | 0–1 | 1–0 | 0–2 | 1–2 | 1–1 | 2–1 | 3–2 | 2–2 | 2–1 | 2–6 | 2–1 | 2–0 | 0–0 | 1–1 | 0–0 | 1–2 | 1–1 | 3–1 | 0–0 | 0–1 | 2–2 | 2–5 | 1–2 | 0–3 | 0–1 | 0–1 | 1–1 |
| Fuego de Central Valley (CV)         | GVL | CLT | OMA | MAD | GVL | CHA | TRM | MAD | CHA | TUC | NCO | NCA | TRM | GVL | NCO | RIC | CLT | CHA | OMA | NCA | RIC | TRM | TUC | CLT | MAD | RIC | NCA | NCO | TUC | OMA |
| Fuego de Central Valley (CV)         | 2–0 | 3–3 | 0–3 | 1–0 | 1–1 | 2–2 | 4–0 | 1–1 | 0–2 | 0–0 | 1–4 | 3–2 | 0–1 | 0–1 | 1–0 | 3–1 | 0–4 | 0–1 | 0–1 | 1–0 | 2–2 | 0–2 | 3–2 | 0–3 | 3–0 | 1–1 | 1–2 | 0–1 | 2–0 | 2–0 |
| Triumph de Greenville (GVL)          | CV  | NCA | TRM | CHA | CV  | MAD | NCA | CHA | CLT | MAD | OMA | NCO | NCA | TUC | CV  | TRM | RIC | OMA | TRM | CHA | RIC | TUC | NCO | MAD | CLT | OMA | NCO | TUC | CLT | RIC |
| Triumph de Greenville (GVL)          | 0–2 | 1–1 | 0–2 | 1–0 | 1–1 | 2–0 | 0–1 | 1–0 | 2–0 | 2–3 | 2–0 | 2–1 | 3–1 | 1–1 | 1–0 | 5–5 | 3–1 | 0–0 | 1–3 | 1–5 | 1–0 | 1–0 | 0–2 | 2–2 | 1–2 | 1–1 | 1–1 | 2–2 | 1–0 | 1–1 |
| Hailstorm de Northern Colorado (NCO) | RIC | CLT | NCA | CHA | CLT | OMA | NCA | TRM | RIC | CV  | GVL | CHA | MAD | TUC | CV  | CLT | CHA | MAD | RIC | TRM | OMA | TUC | MAD | GVL | NCA | TRM | OMA | GVL | CV  | TUC |
| Hailstorm de Northern Colorado (NCO) | 1–1 | 1–2 | 2–1 | 1–4 | 2–1 | 0–0 | 1–1 | 1–1 | 2–3 | 4–1 | 1–2 | 2–1 | 1–2 | 1–1 | 0–1 | 3–1 | 0–0 | 1–1 | 0–1 | 2–0 | 1–1 | 1–2 | 1–3 | 2–0 | 4–1 | 1–3 | 2–1 | 1–1 | 1–0 | 2–1 |
| North Carolina FC (NCA)              | TRM | CHA | GVL | NCO | TUC | TRM | GVL | RIC | NCO | CLT | CV  | GVL | RIC | OMA | CHA | TRM | RIC | MAD | CV  | OMA | MAD | TUC | NCO | MAD | TUC | CLT | CV  | OMA | CHA | CLT |
| North Carolina FC (NCA)              | 1–0 | 1–3 | 1–1 | 1–2 | 2–1 | 2–3 | 1–0 | 2–1 | 1–1 | 2–0 | 2–3 | 1–3 | 1–4 | 1–1 | 1–2 | 1–2 | 2–3 | 2–1 | 0–1 | 1–4 | 0–0 | 1–1 | 1–4 | 2–1 | 0–1 | 1–2 | 2–1 | 1–1 | 0–1 | 1–5 |
| Kickers de Richmond (RIC)            | TUC | NCO | CHA | CLT | MAD | OMA | NCA | CHA | TRM | CLT | NCO | MAD | TUC | NCA | CLT | GVL | CV  | NCA | NCO | TUC | GVL | CV  | OMA | TRM | OMA | CHA | CV  | TRM | MAD | GVL |
| Kickers de Richmond (RIC)            | 4–0 | 1–1 | 0–1 | 2–1 | 0–1 | 1–1 | 1–2 | 3–0 | 2–2 | 4–0 | 3–2 | 1–2 | 1–0 | 4–1 | 1–1 | 1–3 | 1–3 | 3–2 | 1–0 | 3–1 | 0–1 | 2–2 | 3–0 | 3–1 | 3–2 | 2–2 | 1–1 | 1–1 | 1–0 | 1–1 |
| Tormenta de South Georgia (TRM)      | NCA | OMA | GVL | TUC | CLT | NCA | CV  | TUC | RIC | NCO | MAD | OMA | CV  | CHA | GVL | MAD | NCA | GVL | NCO | CLT | CHA | CV  | CLT | RIC | NCO | TUC | MAD | RIC | OMA | CHA |
| Tormenta de South Georgia (TRM)      | 0–1 | 0–0 | 2–0 | 2–0 | 0–0 | 3–2 | 0–4 | 0–1 | 2–2 | 1–1 | 2–2 | 2–3 | 1–0 | 2–1 | 5–5 | 0–2 | 2–1 | 3–1 | 0–2 | 0–3 | 1–2 | 2–0 | 2–0 | 1–3 | 3–1 | 1–1 | 1–0 | 1–1 | 1–1 | 2–0 |
| FC Tucson (TUC)                      | RIC | MAD | CHA | TRM | NCA | CLT | TRM | MAD | OMA | CV  | CHA | RIC | GVL | NCO | OMA | CLT | RIC | NCO | GVL | NCA | CV  | NCA | OMA | TRM | NCA | CHA | GVL | CV  | NCO | MAD |
| FC Tucson (TUC)                      | 0–4 | 1–1 | 3–2 | 0–2 | 1–2 | 1–2 | 1–0 | 1–2 | 1–2 | 0–0 | 2–1 | 0–1 | 1–1 | 1–1 | 1–2 | 2–3 | 1–3 | 2–1 | 0–1 | 1–1 | 2–3 | 1–0 | 3–0 | 1–1 | 1–0 | 2–1 | 2–2 | 0–2 | 1–2 | 1–1 |
| Union d'Omaha (OMA)                  | MAD | TRM | CV  | CLT | RIC | NCO | CHA | TUC | GVL | TRM | CLT | NCA | TUC | GVL | MAD | CHA | CV  | NCO | CLT | NCA | RIC | MAD | CHA | TUC | RIC | GVL | NCO | NCA | TRM | CV  |
| Union d'Omaha (OMA)                  | 2–2 | 0–0 | 3–0 | 1–2 | 1–1 | 0–0 | 1–0 | 2–1 | 0–2 | 3–2 | 0–0 | 1–1 | 2–1 | 0–0 | 0–0 | 1–1 | 1–0 | 1–1 | 2–1 | 4–1 | 0–3 | 1–0 | 2–1 | 0–3 | 2–3 | 1–1 | 1–2 | 1–1 | 1–1 | 0–2 |

## Séries éliminatoires

### Règlement
Les deux meilleures formations à l'issue de la saison régulière sont qualifiées pour les demi-finales des séries éliminatoires tandis que les équipes classées entre la troisième et la sixième place entrent dès les quarts de finale. À chaque tour, c'est l'équipe la mieux classée qui accueille la rencontre.

### Tableau
|  | Quarts de finale                  | Quarts de finale                  | Quarts de finale            | Quarts de finale            |                             |                             | Demi-finales           | Demi-finales           | Demi-finales           | Demi-finales           |  |  | USL League One 2022    | USL League One 2022    | USL League One 2022    | USL League One 2022    |
|  |                                   |                                   |                             |                             |                             |                             |                        |                        |                        |                        |  |  |                        |                        |                        |                        |
|  |                                   |                                   |                             |                             |                             |                             | 29 octobre, Greenville | 29 octobre, Greenville | 29 octobre, Greenville | 29 octobre, Greenville |  |  | 6 novembre, Statesboro | 6 novembre, Statesboro | 6 novembre, Statesboro | 6 novembre, Statesboro |
|  |                                   |                                   |                             |                             |                             |                             | 29 octobre, Greenville | 29 octobre, Greenville | 29 octobre, Greenville | 29 octobre, Greenville |  |  | 6 novembre, Statesboro | 6 novembre, Statesboro | 6 novembre, Statesboro | 6 novembre, Statesboro |
|  |                                   |                                   |                             |                             |                             |                             | 29 octobre, Greenville | 29 octobre, Greenville | 29 octobre, Greenville | 29 octobre, Greenville |  |  | 6 novembre, Statesboro | 6 novembre, Statesboro | 6 novembre, Statesboro | 6 novembre, Statesboro |
|  |                                   |                                   |                             |                             |                             |                             | 29 octobre, Greenville | 29 octobre, Greenville | 29 octobre, Greenville | 29 octobre, Greenville |  |  | 6 novembre, Statesboro | 6 novembre, Statesboro | 6 novembre, Statesboro | 6 novembre, Statesboro |
|  |                                   |                                   |                             |                             |                             |                             | 29 octobre, Greenville | 29 octobre, Greenville | 29 octobre, Greenville | 29 octobre, Greenville |  |  | 6 novembre, Statesboro | 6 novembre, Statesboro | 6 novembre, Statesboro | 6 novembre, Statesboro |
|  | 2 Triumph de Greenville           | 2 Triumph de Greenville           | 0                           | 0                           |                             |                             |                        |                        |                        |                        |  |  | 6 novembre, Statesboro | 6 novembre, Statesboro | 6 novembre, Statesboro | 6 novembre, Statesboro |
|  | 2 Triumph de Greenville           | 2 Triumph de Greenville           | 0                           | 0                           | 22 octobre, Statesboro      |                             |                        |                        |                        |                        |  |  | 6 novembre, Statesboro | 6 novembre, Statesboro | 6 novembre, Statesboro | 6 novembre, Statesboro |
|  |                                   |                                   | 3 Tormenta de South Georgia | 3 Tormenta de South Georgia | 1                           | 1                           |                        |                        |                        |                        |  |  | 6 novembre, Statesboro | 6 novembre, Statesboro | 6 novembre, Statesboro | 6 novembre, Statesboro |
|  | 3 Tormenta de South Georgia       | 3 Tormenta de South Georgia       | 3 Tormenta de South Georgia | 3 Tormenta de South Georgia | 1                           | 1                           | 2                      | 2                      |                        |                        |  |  | 6 novembre, Statesboro | 6 novembre, Statesboro | 6 novembre, Statesboro | 6 novembre, Statesboro |
|  | 3 Tormenta de South Georgia       | 3 Tormenta de South Georgia       | 29 octobre, Richmond        |                             |                             |                             | 2                      | 2                      |                        |                        |  |  | 6 novembre, Statesboro | 6 novembre, Statesboro | 6 novembre, Statesboro | 6 novembre, Statesboro |
|  | 6 Independence de Charlotte       | 6 Independence de Charlotte       | 1                           | 1                           |                             |                             |                        |                        |                        |                        |  |  | 6 novembre, Statesboro | 6 novembre, Statesboro | 6 novembre, Statesboro | 6 novembre, Statesboro |
|  | 6 Independence de Charlotte       | 6 Independence de Charlotte       | 1                           | 1                           | 3 Tormenta de South Georgia | 3 Tormenta de South Georgia | 2                      | 2                      |                        |                        |  |  |                        |                        |                        |                        |
|  |                                   |                                   |                             |                             | 3 Tormenta de South Georgia | 3 Tormenta de South Georgia | 2                      | 2                      |                        |                        |  |  |                        |                        |                        |                        |
|  |                                   |                                   | 4 Red Wolves de Chattanooga | 4 Red Wolves de Chattanooga | 1                           | 1                           |                        |                        |                        |                        |  |  |                        |                        |                        |                        |
|  |                                   |                                   |                             |                             | 1                           | 1                           |                        |                        |                        |                        |  |  |                        |                        |                        |                        |
|  |                                   |                                   |                             |                             |                             |                             |                        |                        |                        |                        |  |  |                        |                        |                        |                        |
|  |                                   |                                   |                             |                             |                             |                             |                        |                        |                        |                        |  |  |                        |                        |                        |                        |
|  | 1 Kickers de Richmond             | 1 Kickers de Richmond             | 0                           | 0                           |                             |                             |                        |                        |                        |                        |  |  |                        |                        |                        |                        |
|  | 1 Kickers de Richmond             | 1 Kickers de Richmond             | 0                           | 0                           | 22 octobre, East Ridge      |                             |                        |                        |                        |                        |  |  |                        |                        |                        |                        |
|  |                                   |                                   | 4 Red Wolves de Chattanooga | 4 Red Wolves de Chattanooga | 1                           | 1                           |                        |                        |                        |                        |  |  |                        |                        |                        |                        |
|  | 4 Red Wolves de Chattanooga a. p. | 4 Red Wolves de Chattanooga a. p. | 4 Red Wolves de Chattanooga | 4 Red Wolves de Chattanooga | 1                           | 1                           | 1                      | 1                      |                        |                        |  |  |                        |                        |                        |                        |
|  | 4 Red Wolves de Chattanooga a. p. | 4 Red Wolves de Chattanooga a. p. |                             |                             |                             |                             |                        | 1                      |                        |                        |  |  |                        |                        |                        |                        |
|  | 5 Union d'Omaha                   | 5 Union d'Omaha                   | 0                           | 0                           |                             |                             |                        |                        |                        |                        |  |  |                        |                        |                        |                        |
|  | 5 Union d'Omaha                   | 5 Union d'Omaha                   | 0                           | 0                           |                             |                             |                        |                        |                        |                        |  |  |                        |                        |                        |                        |
|  |                                   |                                   |                             |                             |                             |                             |                        |                        |                        |                        |  |  |                        |                        |                        |                        |

### Résultats

#### Quarts de finale
| 22 octobre 2022 | Tormenta de South Georgia | 2 - 1   | Independence de Charlotte |                                                                                        |                                                                                        |
|                 | Sterling 48e 77e (pen.)   | (0 - 1) | 8e Obertan                | Optim Sports Medicine Field, Statesboro Spectateurs : 1 268 Arbitrage : Ricardo Fierro | Optim Sports Medicine Field, Statesboro Spectateurs : 1 268 Arbitrage : Ricardo Fierro |
|                 | Rapport                   |         |                           | Optim Sports Medicine Field, Statesboro Spectateurs : 1 268 Arbitrage : Ricardo Fierro | Optim Sports Medicine Field, Statesboro Spectateurs : 1 268 Arbitrage : Ricardo Fierro |

| 22 octobre 2022 | Red Wolves de Chattanooga | 1 - 0                 | Union d'Omaha |                                                                        |                                                                        |
|                 | Mentzingen 101e           | (0 - 0, 0 - 0, 1 - 0) |               | East Ridge, Tennessee Spectateurs : 2 416 Arbitrage : Matthew Corrigan | East Ridge, Tennessee Spectateurs : 2 416 Arbitrage : Matthew Corrigan |
|                 | Rapport                   |                       |               | East Ridge, Tennessee Spectateurs : 2 416 Arbitrage : Matthew Corrigan | East Ridge, Tennessee Spectateurs : 2 416 Arbitrage : Matthew Corrigan |

#### Demi-finales
| 29 octobre 2022 | Kickers de Richmond | 0 - 1   | Red Wolves de Chattanooga |                                                                    |                                                                    |
|                 |                     | (0 - 0) | 86e Mentzingen            | City Stadium, Richmond Spectateurs : 5 526 Arbitrage : Brad Jensen | City Stadium, Richmond Spectateurs : 5 526 Arbitrage : Brad Jensen |
|                 | Rapport             |         |                           | City Stadium, Richmond Spectateurs : 5 526 Arbitrage : Brad Jensen | City Stadium, Richmond Spectateurs : 5 526 Arbitrage : Brad Jensen |

| 29 octobre 2022 | Triumph de Greenville | 0 - 1   | Tormenta de South Georgia |                                                                                    |                                                                                    |
|                 |                       | (0 - 1) | 42e Sterling              | Legacy Early College Field, Greenville Spectateurs : 2 070 Arbitrage : John Griggs | Legacy Early College Field, Greenville Spectateurs : 2 070 Arbitrage : John Griggs |
|                 | Rapport               |         |                           | Legacy Early College Field, Greenville Spectateurs : 2 070 Arbitrage : John Griggs | Legacy Early College Field, Greenville Spectateurs : 2 070 Arbitrage : John Griggs |

#### Finale
| 6 novembre 2022 | Tormenta de South Georgia         | 2 - 1   | Red Wolves de Chattanooga | Optim Sports Medicine Field, Statesboro         |                                                 |
|                 | Sterling 35e (pen.) · Roberts 82e | (1 - 1) | 45+3e Tejera              | Spectateurs : 3 045 Arbitrage : Elvis Osmanovic | Spectateurs : 3 045 Arbitrage : Elvis Osmanovic |
|                 | Rapport                           |         |                           | Spectateurs : 3 045 Arbitrage : Elvis Osmanovic | Spectateurs : 3 045 Arbitrage : Elvis Osmanovic |

## Statistiques individuelles
| Rang | Joueur             | Équipe                         | Buts |
| ---- | ------------------ | ------------------------------ | ---- |
| 1    | Emiliano Terzaghi  | Kickers de Richmond            | 17   |
| 2    | Garrett McLaughlin | North Carolina FC              | 14   |
| 3    | Juan Galindrez     | Red Wolves de Chattanooga      | 13   |
| 3    | Kazaiah Sterling   | Tormenta de South Georgia      | 13   |
| 5    | Jacob Labovitz     | Triumph de Greenville          | 12   |
| 6    | Khori Bennett      | Independence de Charlotte      | 11   |
| 6    | Tresor Mbuyu       | Independence de Charlotte      | 11   |
| 6    | Irvin Parra        | Hailstorm de Northern Colorado | 11   |
| 9    | Christian Chaney   | Fuego de Central Valley        | 10   |
| 10   | Noe Meza           | Union d'Omaha                  | 9    |

| Rang | Joueur              | Équipe                         | Passes |
| ---- | ------------------- | ------------------------------ | ------ |
| 1    | Jonathan Bolanos    | Kickers de Richmond            | 11     |
| 2    | Arthur Rogers       | Hailstorm de Northern Colorado | 9      |
| 3    | José Carrera-García | Red Wolves de Chattanooga      | 8      |
| 4    | Moe Espinoza        | Red Wolves de Chattanooga      | 7      |
| 4    | Miguel Ibarra       | Independence de Charlotte      | 7      |
| 4    | Louis Pérez         | FC Tucson                      | 7      |
| 7    | Adrian Billhardt    | Tormenta de South Georgia      | 5      |
| 7    | Ethan Bryant        | Kickers de Richmond            | 5      |
| 7    | Matheus Cassini     | Forward Madison FC             | 5      |
| 7    | Tresor Mbuyu        | Independence de Charlotte      | 5      |
| 7    | Irvin Parra         | Hailstorm de Northern Colorado | 5      |
| 7    | Cyrus Rad           | Forward Madison FC             | 5      |
| 7    | Stuart Ritchie      | Kickers de Richmond            | 5      |
| 7    | Nil Vinyals         | Kickers de Richmond            | 5      |

## Récompenses individuelles

### Récompenses annuelles
| Trophée               | Joueur            | Équipe                         |
| --------------------- | ----------------- | ------------------------------ |
| Meilleur joueur       | Emiliano Terzaghi | Kickers de Richmond            |
| Meilleur buteur       | Emiliano Terzaghi | Kickers de Richmond            |
| Meilleur passeur      | Jonathan Bolanos  | Kickers de Richmond            |
| Meilleur gardien      | Rashid Nuhu       | Union d'Omaha                  |
| Meilleur entraîneur   | Darren Sawatzky   | Kickers de Richmond            |
| Meilleur défenseur    | Arthur Rogers     | Hailstorm de Northern Colorado |
| Meilleur jeune joueur | Ethan Bryant      | Kickers de Richmond            |
| Retour de l'année     | Adrian Billhardt  | Tormenta de South Georgia      |
| But de l'année        |                   |                                |
| Arrêt de l'année      |                   |                                |

### Onze-types de l'année
| Saison          | Gardien de but              | Défenseurs | Milieux de terrain                                                                                         | Attaquants                                                       |
| --------------- | --------------------------- | --- | --- | ---------------------------------------------------------------- |
| Première équipe | Rashid Nuhu (Omaha)         | Jalen Crisler (Richmond) Evan Lee (Greenville) Daniel Navarro (Chattanooga) Arthur Rogers (Northern Colorado) | Jonathan Bolano (Richmond) José Carrera-García (Chattanooga) Omar Ciss (Charlotte) John Scearce (Omaha)    | Garrett McLaughlin (North Carolina) Emiliano Terzaghi (Richmond) |
| Deuxième équipe | Akira Fitzgerald (Richmond) | Jake Dengler (South Georgia) Brandon Fricke (Greenville) Mikey Maldonado (Madison) Timmy Mehl (Chattanooga)   | Gabriel Cabral (South Georgia) Moe Espinoza (Chattanooga) Gabriel Obertan (Charlotte) Louis Pérez (Tucson) | Irvin Parra (Northern Colorado) Kazaiah Sterling (South Georgia) |